# Lički Čitluk
Lički Čitluk falu Horvátországban Lika-Zengg megyében. Közigazgatásilag Gospićhoz tartozik.

## Fekvése
Gospićtól légvonalban 8 km-re, közúton 10 km-re délkeletre a Likai karsztmező szélén, a Velebit-hegység lábánál, a Gospićot Gračaccal összekötő 50-es számú úttól 5 km-re délre fekszik.

## Története
A település a török kiűzése után keletkezett amikor Bukovica környékéről érkezett pravoszláv vlahok települtek ide. A letelepedés fejében határőrszolgálatot láttak el. Közigazgatásilag a ribniki századparancsnokság alá, egyházilag a divoseloi parókiához tartoztak. 1857-ben 434, 1910-ben 627 lakosa volt. A trianoni békeszerződés előtt Lika-Korbava vármegye Gospići járásához tartozott. Ezt követően előbb a Szerb-Horvát-Szlovén Királyság, majd Jugoszlávia része lett. 1941. augusztus 5-én az usztasák egy nap alatt Divoselo, Lički Čitluk és Ornice összesen 907 szerb polgárát mészárolták le. A mit sem sejtő embereket Kruškovacra hívták össze. A mészárlásról egyetlen túlélője egy 12 éves gyermek számolt be, akiben az élmény kitörölhetetlen nyomokat hagyott. A rémképek egész életén át elkísérték. Az áldozatok emlékére a szomszédos Divoseloban emlékmúzeumot építettek. 1991-ben lakosságának 93 százaléka szerb nemzetiségű volt. A honvédő háború során a szerb erők innen támadták a közeli Gospić városát. 1993 szeptemberében a horvátok ellencsapásakor Divoselót, Citlukot és Ornicét teljesen lerombolták. A falvak lakossága elmenekült. A falunak 2011-ben mindössze 4 lakosa volt.

## Lakosság
| Lakosság változása | Lakosság változása | Lakosság változása | Lakosság változása | Lakosság változása | Lakosság változása | Lakosság változása | Lakosság változása | Lakosság változása | Lakosság változása | Lakosság változása | Lakosság változása | Lakosság változása | Lakosság változása | Lakosság változása | Lakosság változása |
| ------------------ | ------------------ | ------------------ | ------------------ | ------------------ | ------------------ | ------------------ | ------------------ | ------------------ | ------------------ | ------------------ | ------------------ | ------------------ | ------------------ | ------------------ | ------------------ |
| 1857               | 1869               | 1880               | 1890               | 1900               | 1910               | 1921               | 1931               | 1948               | 1953               | 1961               | 1971               | 1981               | 1991               | 2001               | 2011               |
| 434                | 505                | 486                | 478                | 673                | 627                | 603                | 570                | 344                | 322                | 279                | 236                | 149                | 129                | 5                  | 4                  |